# Православна църква
Православната църква, наричана още Източноправославна църква, е втората най-голяма християнска общност, наброяваща приблизително 225 000 000 членове. Според Символа на вярата – кратко верово изповедание, тя е Свята, Вселенска, Съборна и Апостолска църква, основана от Иисус Христос и Неговите апостоли. Православната църква се състои от няколко автокефални единици, различни по географски и национален белег, но единни в богословско и литургично отношение. Всички те признават първите седем Вселенски събора и споделят пълно общение, както и специфични доктрини и традиции.
Исторически Православната църква произлиза от четири от първите пет патриаршии на първоначално единната християнска църква – Александрийската, Йерусалимската, Антиохийската, Константинополската и Римската. През 1054 г. се стига до разделение на Църквата (Велика схизма) между папата в Рим и патриарха на Константинопол. Поводите за разделението в този момент са два:
1. добавката „и от Сина“ (Filioque) към символа на вярата;
2. догмата за единовластие (върховенство по власт) и непогрешимост на Римския папа.

През Средновековието отношенията между поместните църкви, които се стремят за независимост, и най-често я постигат, са сложни. Особено противоречива е тяхната църковна политика с Константинопол и Рим.

## Българската православна църква и признаването на Българската патриаршия
На преговорите между цар Петър I и император Роман Лакапин през 927 г. се стига до признание на титлата на българския владетел, а главата на Българската църква получава званието патриарх. Впоследствие гърците отричат многократно направените от тях безпрецедентни отстъпки, но в архивите на Ватикана е запазено копие от решението на императорския синклит за признаване на Българската патриаршия.
Първи български патриарх е Дамян Доростолски (Дръстърски), а седалището му е в столицата Велики Преслав. Впоследствие патриаршеският престол е преместен в Дръстър (Силистра). Има предположения, че българската патриаршия е съществувала още при цар Симеон I; този въпрос е тясно свързан с признанието на царската титла на Симеон от страна на Константинополската патриаршия, което все още е неразрешен проблем в медиевистиката.

### Понижаване на ранга на Българската патриаршия в архиепископия
Във втората половина на Х век част от територията на България е завладяна първо от киевския княз Светослав, а след това от император Йоан Цимисхи. Предполага се, че след падането на Дръстър, където се е намирал българският патриарх Дамян, във вражески ръце, той търси убежище в Сердика (София), а по-късно установява седалището на Българската патрирашия в новата столица на България – Охрид. След 1018 г. и загубата на държавна независимост на Първото българско царство (1018), рангът на Българската патриаршия е понижен от Василий II с три указа (хрисовули) на архиепископия със седалище в Охрид. Според хрисовулите главата на Охридската архиепископия носи титлата „архиепископ на България“, а диоцезът му обхваща всички български епископии от времената на царете Петър и Самуил. Подчинен е на цариградския патриарх.
След падането на православните държави и Константинопол под турско владичество, в действие остава византийското църковно, гражданско и обичайно право, но оттогава Вселенският патриарх става духовен глава на целия православен „милет“, което води до ново обединение на Вселенската църква. Султански берат от 1454 г. закрепява неприкосновеността на Източната църква, гарантирайки на Вселенския патриарх в Константинопол неприкосновеност на личността, данъчна необлагаемост, свобода на разпространение и обезпечение на православното учение. Светият синод продължава да носи отговорност по всички отнасящи се до догмата въпроси. Патриаршеските съдилища получават правото да отсъждат по църковни и светски дела, засягащи християните. Източноправославните християни и патриаршии, доколкото още съществуват, запазват своята литургия, но се намират под юрисдикцията на Цариград, което невинаги е било във византийско време.
Около 1416 г. Търновската патриаршия е била вече подчинена на Цариградската патриаршия. През 1766 г. е била ликвидирана и самостоятелността на Печката патриаршия, а през 1767 г. и на Охридската архиепископия. През 19 век поробените народи водят борби за автокефалност. Например едва през 1870 г. с ферман на султан Абдул Азис е основана Българската църковна екзархия като полузависима от Вселенската патриаршия в Цариград. През 1945 г. Вселенската патриаршия признава „Св. Православна Автокефална Българска Църква“. Възстановената през 1953 г. Българска патриаршия е била веднага призната от Антиохийската, Грузинската, Руската, Румънската, Чехословашката и Полската православни църкви, а от Вселенската патриаршия едва през 1961 г. Македонската православна църква, провъзгласила се за автокефална през 1957 г., не е призната от никоя автокефална цъква.

## Патриаршии и автокефални църкви
В Православната църква, която се гради на каноните и традициите, днес има 14 автокефални поместни църкви с право на пълна административна независимост. Те се признават официално взаимно, като между тях съществува йерархия на почит. От тях патриаршии са Константинополската, Александрийската, Антиохийската, Иерусалимската, Грузинската, Българската, Сръбската, Руската и Румънската. Автокефални архиепископии са Кипърската, Гръцката, Албанската, Чехословашката и Македонската. Автокефална митрополия е Полската. Автономни църкви са Финландската и Японската. Предстоятел на поместната църква може да бъде в зависимост от местната употреба патриарх, митрополит или архиепископ. Израз на единството на Вселенската Църква е Вселенският патриарх в Константинопол, чийто диоцез е малък на брой, но който се почита като пръв между равни, защото Константинопол е бил столица на Византийската империя и център на Християнския Изток. Тя е 90 процента в Гърция, Черна гора и Молдова. Държавите, които са 80 процента, са Сърбия, България, Румъния, Беларус и Грузия. Държавите със 70 процента са само Украйна и Кипър. Държавите с 60 процента са Русия, Македония и Косово.
Първите автокефални църкви възникват в процеса на обособяването на отделните поместни църкви начело с патриарси и митрополити във Византия. В днешно време съществуват петнадесет автокефални църкви, които според датата на признаването им от Цариградската патриаршия се подреждат така:
| Име                                           | Брой вярващи | Богослужебен език            | Седалище                        |
| --------------------------------------------- | ------------ | ---------------------------- | ------------------------------- |
| Цариградска патриаршия                        | ?            | гръцки                       | Истанбул, Турция                |
| Александрийска патриаршия                     | 80 000       | гръцки, арабски              | Александрия, Египет             |
| Антиохийска патриаршия                        | 1 370 000    | арабски, гръцки              | Дамаск, Сирия                   |
| Йерусалимска патриаршия                       | 50 000       | гръцки, арабски              | Йерусалим, Израел               |
| Българска православна църква                  | 4 400 000    | български, църковнославянски | София, България                 |
| Грузинска православна църква                  | 5 000 000    | грузински                    | Тбилиси, Грузия                 |
| Сръбска православна църква                    | 8 000 000    | сръбски, църковнославянски   | Белград, Сърбия                 |
| Руска православна църква                      | 100 000 000  | църковнославянски            | Москва, Русия                   |
| Румънска православна църква                   | 16 000 000   | румънски                     | Букурещ, Румъния                |
| Кипърска архиепископия                        | 420 000      | гръцки                       | Никозия, Кипър                  |
| Гръцка архиепископия                          | 10 000 000   | гръцки                       | Атина, Гърция                   |
| Албанска православна църква                   | 160 000      | албански                     | Тирана, Албания                 |
| Полска православна църква                     | 500 000      | църковнославянски            | Варшава, Полша                  |
| Православна църква на Чешките земи и Словакия | 150 000      | църковнославянски            | Прага, Чехия и Прешов, Словакия |
| Американска православна църква                | 1 000 000    | английски, църковнославянски | Ню Йорк, САЩ                    |

Забелележка: автокефалността на Американската православна църква не е призната от Цариградската патриаршия.

## Автономни църкви
Съществуват също и автономни православни църкви, намиращи се в подчинение на някои от автокефалните църкви:
| Име                                          | Брой вярващи | Богослужебен език                               | Обред                 | Седалище                 | Статут                                                     |
| -------------------------------------------- | ------------ | ----------------------------------------------- | --------------------- | ------------------------ | ---------------------------------------------------------- |
| Синайска православна църква                  | ?            | ?                                               | византийски           | Синай, Египет            | автономна архиепископия към Йерусалимската патриаршия      |
| Финландска православна църква                | 60 000       | финландски                                      | византийски           | Хелзинки, Финландия      | автономна архиепископия към Константинополската патриаршия |
| Японска православна църква                   | 30 000       | японски                                         | византийски           | Токио, Япония            | автономна архиепископия към Руската православна църква     |
| Китайска православна църква                  | ?            | китайски                                        | византийски           | Хонгконг, Китай          | автономна епархия към Руската православна църква           |
| Естонска православна църква                  | 20 000       | естонски                                        | византийски           | Талин, Естония           | автономна епархия към Руската православна църква           |
| Украинска православна църква УПЦ-МП          | ?            | украински, руски, църковнославянски             | византийски           | Киев, Украйна            | автономна епархия към Руската православна църква           |
| Молдовска православна църква                 | 2 500 000    | румънски, църковнославянски                     | византийски           | Кишинев, Молдова         | автономна епархия към Руската православна църква           |
| Бесарабска архиепископия                     | 500 000      | румънски                                        | византийски           | Кишинев, Молдова         | автономна екзархия към Румънската патриаршия               |
| Латвийска православна църква                 | ?            | латвийски                                       | византийски           | Рига, Латвия             | автономна патриаршия към Константинополската патриаршия    |
| Западноевропейска православна църква         | ?            | църковнославянски                               | византийски, латински | Париж, Франция           | автономна екзархия към Константинополска патриаршия        |
| Задгранична Руска православна църква         | 400 000      | църковнославянски                               | византийски           | Ню Йорк, САЩ             | автономна митрополия към Руската православна църква        |
| Северноамериканска антиохийска архиепископия | 120 000      | английски                                       | византийски           | Ню Джързи, САЩ           | автономна архиепископия към Антиохийската патриаршия       |
| Православна охридска архиепископия           | ?            | църковнославянски, македонска литературна норма | византийски           | Охрид, Северна Македония | автономна митрополия към Сръбската православна църква      |
| Корейска православна църква                  | ?            | корейски                                        | византийски           | Сеул, Република Корея    | автомна митрополия към Константинополска патриаршия        |
| Сингапурска православна църква               | ?            | ?                                               | византийски           | Сингапур, Сингапур       | автомна епархия към Константинополска патриаршия           |
|                                              |              |                                                 |                       |                          |                                                            |

Забелележка: автономността на Японската православна църква и на Китайската православна църква не е призната от Константинополската патриаршия, и автономността на Латвийската православна църква и на Естонската православна църква не е призната от Руската православна църква. Охридската православна църква е призната само от Сръбската.
Целият каноничен православен свят е организиран в тези горепосочени автокефални и автономни църкви, което е едно от особеностите на православието.

## Непризнати православни църкви
Също така съществуват няколко наричащи себе си православни църкви, които се придържат към православния канон, но не са признати от каноничните православни църкви главно по политически причини:
| име                                                 | брой вярващи | богослужебен език                               | обред       | седалище                          | забележка                                                                                             |
| --------------------------------------------------- | ------------ | ----------------------------------------------- | ----------- | --------------------------------- | --- |
| Македонска православна църква                       | ?            | македонска литературна норма, църковнославянски | византийски | Скопие и Охрид, Северна Македония | основана през 1967 г.                                                                                 |
| Украинска православна църква Киев патриаршия УПЦ-КП | ?            | украински, църковнославянски                    | византийски | Киев, Украйна                     | основана през 1989 г.                                                                                 |
| Украинска автокефални православна църква УАПЦ       | ?            | украински, църковнославянски                    | византийски | Киев, Украйна                     | основана през 1921 г.                                                                                 |
| Черногорска православна църква                      | 50 000       | църковнославянски, сръбски                      | византийски | Цетине, Черна гора                | основана през 1997 г., с помощта на алтернативния български синод                                     |
| Беларуска православна църква                        | ?            | църковнославянски                               | византийски | Ню Йорк, САЩ                      | основана през 1922 г.                                                                                 |
| Италианска православна църква                       | ?            | италиански                                      | византийски | Равена, Италия                    | основана през 1991 г., с помощта на старокалендарната гръцк църква и на алтернативния български синод |
| Турска православна църква                           | 500          | турски, гръцки                                  | византийски | Истанбул, Турция                  | основана през 1924 г.                                                                                 |
| Истинска руска православна църква                   | ?            | църковнославянски                               | византийски | Москва, Русия                     | основана през 1927 г.                                                                                 |

## Забележки
1. ↑  www.adherents.com //    Архивиран от оригинала на 2013-10-05. Посетен на 2009-11-13.
2. ↑  Население по местоживеене, възраст и вероизповедание //   2011. Посетен на 10 март 2014.
3. ↑  www.cnewa.us //    Архивиран от оригинала на 2011-08-14. Посетен на 2011-03-27.